# سفارة مصر في بولندا
سفارة مصر في بولندا هي أرفع تمثيل دبلوماسي لدولة مصر لدى بولندا. تقع السفارة في وارسو وهي تهدف لتعزيز المصالح المصرية في بولندا.

## وصلات خارجية
- الموقع الرسمي
- قائمة سفارات مصر
- قائمة السفارات في بولندا